# Edwin Chapin Starks
Edwin Chapin Starks (* 25. Januar 1867 in Baraboo, Wisconsin; † 29. Dezember 1932 in Palo Alto, Kalifornien) war ein US-amerikanischer Ichthyologe, der sich vornehmlich mit dem Skelettsystem (Osteologie) von Fischen befasste.

## Leben
Starks verbrachte seine Jugend hauptsächlich in Chicago, wo er seine frühe Ausbildung erhielt und anschließend im Handel tätig war. Darüber hinaus entwickelte er ein reges Interesse an der Naturgeschichte, wobei ihn vor allem Fische faszinierten. Starks begann eine Korrespondenz mit Theodore Nicholas Gill von der Smithsonian Institution und mit David Starr Jordan, zu der Zeit Präsident der Indiana University, die ihn beide zu einem Studium der Ichthyologie ermutigten. 1893 schrieb er sich an der Stanford University ein, wo er unter der Leitung von Jordan und Charles Henry Gilbert ausgebildet wurde. Im Dezember 1894 begleitete er Jordan und einige andere Studenten auf seiner ersten Sammelexkursion nach Mazatlán, Mexiko. Im Juli 1895 nahm er im Auftrag der Stanford University an einer Expedition von Palo Alto nach Seattle und im Dezember 1895 in Zusammenarbeit mit Gilbert an der Hopkins Expedition nach Panama teil, wo er vier Monate lang intensive Feldarbeit über die Fische dieser Region leistete. Ende 1895 veröffentlichte er mit Jordan einen 70 Seiten umfassenden Bericht, in dem sieben neue Gattungen und zehn neue Arten vom Puget Sound im Bundesstaat Washington beschrieben sind. Von Mai 1897 bis 1899 war Starks Feldassistent beim United States Bureau of Biological Survey, das von Clinton Hart Merriam geleitet wurde. Im Juni 1897 heiratete er eine Kommilitonin in Stanford, Chloe F. Lesley, die später ebenfalls Mitglied der Fakultät wurde und 1932 als außerordentliche Professorin für Grafik in den Ruhestand ging. Ihre Tochter, Dorothy J. Starks, wurde Dozentin für Radiologie an der Stanford University School of Medicine.
Im Sommer 1899 begleitete er die Harriman-Alaska-Expedition. Ab 1899 war er Museumskurator und Assistant Professor für Zoologie an der University of Washington. 1901 beendete er dort sein Engagement und wechselte als Kurator für Zoologie an die Stanford University.
1904 nahm Starks unter der Leitung von John Otterbein Snyder an einer Feldforschungsreise für das U.S. Bureau of Fisheries in Oregon teil. 1907 bereiste er Europa, um Museen zu besuchen und persönliche Kontakte mit Zoologen zu knüpfen, die er bereits durch Korrespondenz und den Austausch von Publikationen kennengelernt hatte, In den Jahren 1913 und 1914 folgte ein längerer Europaaufenthalt mit seiner Familie, den er mit Forschungen in der Zoologischen Station Neapel, mit Museumsarbeit sowie mit Reisen und Kunststudien verbrachte. 1910 begleitete er den Geologen John Casper Branner nach Brasilien, wo er die Nord- und Nordostküste des Landes erkundete und umfangreiche Fischsammlungen anlegte. Die Sommer 1909 und 1912 führten ihn erneut in die Gewässer des Puget Sound, im ersten Jahr als Dozent für Zoologie am Friday Harbor Marine Laboratory und im zweiten Jahr als Forscher, wobei er bei seinen Studien 168 Fischarten nachwies. Im Sommer und Herbst 1926 unternahm er seine letzte lange Sammelexkursion, eine private Reise zu den Philippinen, um spezifische Taxa für osteologische Untersuchungen zu erlangen, die anderweitig nicht zugänglich waren.
Obwohl er keine Promotion vorwies, wurde Starks 1907 zum Assistant Professor und 1927 zum außerordentlichen Professor in Stanford ernannt. 1932 ging er als emeritierter Professor in den Ruhestand.
Starks Bibliographie umfasst mehr als 80 Publikationen. Die bedeutendsten seiner zahlreichen Veröffentlichungen befassen sich mit der vergleichenden Osteologie der Fische, in der er ein anerkannter Experte wurde. Andere Schriften befassten sich hauptsächlich mit der Systematik und Verbreitungsproblemen. Auf sein Konto gehen die Erstbeschreibungen von 146 Arten und Gattungen.
Starks war Mitglied auf Lebenszeit der California Academy of Sciences, zu deren Proceedings er zahlreiche Artikel beisteuerte. Er war auch korrespondierendes Mitglied der Zoological Society of London, Mitglied der American Association for the Advancement of Science sowie Ehrenmitglied der Young Naturalists’ Society (YNS) in Seattle.

## Dedikationsnamen
Nach Edwin Chapin Starks sind die Gattung Starksia Jordan & Evermann, 1896 sowie die Arten Anchoa starksi (Gilbert & Pierson, 1898), Atherinella starksi (Meek & Hildebrand, 1923), Ceratomyxa starksi Jameson, 1929, Cypselurus starksi Abe, 1953, Doryssa starksi F. Baker, 1914, Pseudophallus starksii (Jordan & Culver, 1895), Spirinchus starksi (Fisk, 1913) sowie Sternarchorhynchus starksi de Santana & Vari, 2010 benannt.

## Erstbeschreibungen von Edwin Chapin Starks
- Aboma Jordan & Starks, 1895
- Aboma etheostoma Jordan & Starks, 1895
- Aeoliscus Jordan & Starks, 1902
- Agonomalus jordani Jordan & Starks, 1904
- Alcichthys Jordan & Starks, 1904
- Anarchias Jordan & Starks, 1906
- Anarchias allardicei Jordan & Starks, 1906
- Aploactinidae Jordan & Starks, 1904
- Artedius harringtoni (Starks, 1896)
- Astroscopus zephyreus Gilbert & Starks, 1897
- Atheresthes evermanni Jordan & Starks, 1904
- Atherion Jordan & Starks, 1901
- Atherion elymus Jordan & Starks, 1901
- Bathygadus antrodes (Jordan & Starks, 1904)
- Batrachoides boulengeri Gilbert & Starks, 1904
- Bero Jordan & Starks, 1904
- Cathorops steindachneri (Gilbert & Starks, 1904)
- Chlorophthalmus albatrossis Jordan & Starks, 1904
- Cleisthenes Jordan & Starks, 1904
- Cleisthenes pinetorum Jordan & Starks, 1904
- Clinocottus embryum (Jordan & Starks, 1895)
- Collichthys niveatus Jordan & Starks, 1906
- Coreius Jordan & Starks, 1905
- Cottiusculus Jordan & Starks, 1904
- Cottiusculus gonez Jordan & Starks, 1904
- Cottiusculus schmidti Jordan & Starks, 1904
- Crossorhombus kobensis (Jordan & Starks, 1906)
- Ctenogobius manglicola (Jordan & Starks, 1895)
- Dactyloscopus crossotus Starks, 1913
- Daruma sagamia Jordan & Starks, 1904
- Dexistes Jordan & Starks, 1904
- Dexistes rikuzenius Jordan & Starks, 1904
- Diaphus watasei Jordan & Starks, 1904
- Ebinania brephocephala (Jordan & Starks, 1903)
- Ebosia Jordan & Starks, 1904
- Erisphex Jordan & Starks, 1904
- Eucryphycus californicus (Starks & Mann, 1911)
- Evermannia panamensis Gilbert & Starks, 1904
- Fistularia corneta Gilbert & Starks, 1904
- Fowlerichthys avalonis (Jordan & Starks, 1907)
- Furcina Jordan & Starks, 1904
- Furcina ishikawae Jordan & Starks, 1904
- Furcina osimae Jordan & Starks, 1904
- Gazza achlamys Jordan & Starks, 1917
- Girella mezina Jordan & Starks, 1907
- Glyptocephalus kitaharae (Jordan & Starks, 1904)
- Gobiesox barbatulus Starks, 1913
- Gobionellus stomatus Starks, 1913
- Guentheridia Gilbert & Starks, 1904
- Gymnocanthus herzensteini Jordan & Starks, 1904
- Halichoeres penrosei Starks, 1913
- Hemilepidotus gilberti Jordan & Starks, 1904
- Hemiramphus saltator Gilbert & Starks, 1904
- Hexagrammos otakii Jordan & Starks, 1895
- Hime Starks, 1924
- Hozukius emblemarius (Jordan & Starks, 1904)
- Hypoatherina tsurugae (Jordan & Starks, 1901)
- Hypoatherina woodwardi (Jordan & Starks, 1901)
- Hyporthodus niphobles (Gilbert & Starks, 1897)
- Hypostomus pusarum (Starks, 1913)
- Inimicus Jordan & Starks, 1904
- Iso Jordan & Starks, 1901
- Iso flosmaris Jordan & Starks, 1901
- Jordania Starks, 1895
- Jordania zonope Starks, 1895
- Labeo fisheri Jordan & Starks, 1917
- Larimichthys Jordan & Starks, 1905
- Lepidotrigla abyssalis Jordan & Starks, 1904
- Liparis dennyi Jordan & Starks, 1895
- Liparis florae (Jordan & Starks, 1895)
- Liparis greeni (Jordan & Starks, 1895)
- Lythrichthys Jordan & Starks, 1904
- Macrodon mordax (Gilbert & Starks, 1904)
- Macroramphosus sagifue Jordan & Starks, 1902
- Microgobius miraflorensis Gilbert & Starks, 1904
- Microstomus achne (Jordan & Starks, 1904)
- Minoini Jordan & Starks, 1904
- Mugil thoburni Jordan & Starks, 1896
- Narcine entemedor Jordan & Starks, 1895
- Neosebastes entaxis Jordan & Starks, 1904
- Occella iburia (Jordan & Starks, 1904)
- Ocosia Jordan & Starks, 1904
- Ocosia vespa Jordan & Starks, 1904
- Ocynectes Jordan & Starks, 1904
- Ocynectes maschalis Jordan & Starks, 1904
- Oligoplites refulgens Gilbert & Starks, 1904
- Omobranchus loxozonus (Jordan & Starks, 1906)
- Orthonopias Starks & Mann, 1911
- Orthonopias triacis Starks & Mann, 1911
- Orthopristis forbesi Jordan & Starks, 1897
- Osopsaron Jordan & Starks, 1904
- Paraclinus rubicundus (Starks, 1913)
- Parahypsos piersoni (Gilbert & Starks, 1904)
- Paralabrax callaensis Starks, 1906
- Parapercis snyderi Jordan & Starks, 1905
- Peprilus snyderi Gilbert & Starks, 1904
- Phoxinus semotilus (Jordan & Starks, 1905)
- Pleuronichthys ocellatus Starks & Thompson, 1910
- Pleuronichthys ritteri Starks & Morris, 1907
- Podothecus veternus Jordan & Starks, 1895
- Poecilopsetta plinthus (Jordan & Starks, 1904)
- Polyipnus stereope Jordan & Starks, 1904
- Pomacentrus coelestis Jordan & Starks, 1901
- Porichthys greenei Gilbert & Starks, 1904
- Porocottus allisi (Jordan & Starks, 1904)
- Praealticus tanegasimae (Jordan & Starks, 1906)
- Prionotus ruscarius Gilbert & Starks, 1904
- Pristiapogon exostigma (Jordan & Starks, 1906)
- Psettina iijimae (Jordan & Starks, 1904)
- Pseudobalistes naufragium (Jordan & Starks, 1895)
- Pseudoblennius totomius Jordan & Starks, 1904
- Pseudoblennius zonostigma Jordan & Starks, 1904
- Pseudolaubuca jouyi (Jordan & Starks, 1905)
- Psychrolutes sigalutes (Jordan & Starks, 1895)
- Rastrelliger Jordan & Starks, 1908
- Rheopresbe Jordan & Starks, 1904
- Rheopresbe kazika (Jordan & Starks, 1904)
- Ricuzenius Jordan & Starks, 1904
- Ricuzenius pinetorum Jordan & Starks, 1904
- Ronquilus Jordan & Starks, 1895
- Ruscarius Jordan & Starks, 1895
- Ruscarius meanyi Jordan & Starks, 1895
- Scalicus amiscus (Jordan & Starks, 1904)
- Scomberomorus sierra Jordan & Starks, 1895
- Scorpaena izensis Jordan & Starks, 1904
- Scorpaena mystes Jordan & Starks, 1895
- Sebastes emphaeus (Starks, 1911)
- Sebastes flammeus (Jordan & Starks, 1904)
- Sebastes iracundus (Jordan & Starks, 1904)
- Sebastes itinus (Jordan & Starks, 1904)
- Sebastiscus Jordan & Starks, 1904
- Snyderina Jordan & Starks, 1901
- Snyderina yamanokami Jordan & Starks, 1901
- Sternarchella sima Starks, 1913
- Stlengis Jordan & Starks, 1904
- Stlengis misakia (Jordan & Starks, 1904)
- Stlengis osensis Jordan & Starks, 1904
- Sufflamen verres (Gilbert & Starks, 1904)
- Thysanichthys crossotus Jordan & Starks, 1904
- Triglops jordani (Jordan & Starks, 1904)
- Ulvicola sanctaerosae Gilbert & Starks, 1897
- Urotrygon rogersi (Jordan & Starks, 1895)
- Vellitor Jordan & Starks, 1904
- Zoarces gillii Jordan & Starks, 1905